# Kouban Krasnodar
Ne doit pas être confondu avec le club de handball féminin du Kouban Krasnodar (handball) et le Kouban Krasnodar (2018) qui existe depuis 2018
Maillots
Le Kouban Krasnodar (en russe : Футбольный клуб «Кубань» Краснодар, littéralement Club de football « Kouban » Krasnodar) est un club de football russe basé à Krasnodar fondé en 1928 et disparu en 2018.
En 2007, il est relégué en Première division russe (soit la deuxième division locale). Kouban avait auparavant passé trois saisons en Première Ligue russe et trois saisons dans la Top Ligue soviétique. En 2013, le Kouban Krasnodar se qualifie pour la première fois de son histoire en Ligue Europa grâce à leur 5e place en championnat russe, synonyme de 3e tour préliminaire de Ligue Europa.
Les membres du club et les fans sont appelés « Koubantsi », ou « jaune et vert ». De plus, une large proportion des fans sont appelés « Cosaques ». Le club est également parfois surnommé les Canaris (de la même façon que pour Norwich City, le FC Nantes ou la JS Kabylie, clubs partageant les mêmes couleurs).

## Historique
- 1928 : Le club est fondé sous le nom de Dinamo (Динамо)[1].
- 1954 : Le club est renommé Neftianik (Нефтяник).
- 1958 : Le club est renommé Kouban (Кубань)
- 1960 : Le club est renommé Spartak (Спартак)
- 1963 : Le club récupère le nom de Kouban.
- 2011 : Le club est forcé de dédommager l'attaquant monténégrin Nikola Nikezić.
- Le 4 juillet 2013, Djibril Cissé signe gratuitement au club du Kouban Krasnodar en provenance des QPR[2]. Il est ainsi le premier joueur français à jouer pour le club[3].
- 2018 : Le club entame une procédure de faillite et quitte la deuxième division russe[4]. Il est par la suite dissous tandis qu'une nouvelle entité nommée Ourojaï (Урожай) lui succède et obtient une licence de la fédération russe pour prendre part à la troisième division 2018-2019[5].

## Bilan sportif

### Palmarès
- Championnat de la RSFSR
  - Vainqueur : 1948, 1962, 1973, 1987
- Coupe de Russie
  - Finaliste : 2015.
- Championnat de Russie D2
  - Vainqueur : 2010.
  - Vice-champion : 2003, 2006 et 2008.
- Championnat de Russie D3
  - Vainqueur : 2000 (Sud).

### Classements en championnat
La frise ci-dessous résume les classements successifs du club en championnat d'URSS.
La frise ci-dessous résume les classements successifs du club en championnat de Russie.

### Bilan par saison
Légende
- Vice-champion ou finaliste de la compétition
- Promotion en division supérieure
- Relégation en division inférieure

#### Période soviétique
| Saison    | Championnat       | Championnat       | Championnat       | Championnat       | Championnat       | Championnat       | Championnat       | Championnat       | Championnat       | Championnat       | Coupe d'URSS        |
| Saison    | Division          | Pos               | Pts               | J                 | V                 | N                 | D                 | BP                | BC                | Diff              | Coupe d'URSS        |
| --------- | ----------------- | ----------------- | ----------------- | ----------------- | ----------------- | ----------------- | ----------------- | ----------------- | ----------------- | ----------------- | ------------------- |
| 1936      | Championnat local | Championnat local | Championnat local | Championnat local | Championnat local | Championnat local | Championnat local | Championnat local | Championnat local | Championnat local | Deuxième tour       |
| 1937      | Championnat local | Championnat local | Championnat local | Championnat local | Championnat local | Championnat local | Championnat local | Championnat local | Championnat local | Championnat local | —                   |
| 1938      | Championnat local | Championnat local | Championnat local | Championnat local | Championnat local | Championnat local | Championnat local | Championnat local | Championnat local | Championnat local | Premier tour Q      |
| 1939-1948 | Championnat local | Championnat local | Championnat local | Championnat local | Championnat local | Championnat local | Championnat local | Championnat local | Championnat local | Championnat local | —                   |
| 1949      | 2e Russie 1       | 3e                | 25                | 20                | 11                | 3                 | 6                 | 48                | 29                | +19               | Premier tour Q      |
| 1950-1953 | Championnat local | Championnat local | Championnat local | Championnat local | Championnat local | Championnat local | Championnat local | Championnat local | Championnat local | Championnat local | —                   |
| 1954      | 2e Zone 3         | 10e               | 17                | 22                | 6                 | 5                 | 11                | 29                | 41                | -12               | Premier tour        |
| 1955      | 2e Zone 2         | 5e                | 38                | 30                | 17                | 4                 | 9                 | 60                | 39                | +21               | Premier tour Q      |
| 1956      | 2e Zone 2         | 4e                | 42                | 34                | 19                | 4                 | 11                | 70                | 52                | +18               | —                   |
| 1957      | 2e Zone 1         | 4e                | 41                | 34                | 17                | 7                 | 10                | 56                | 45                | +11               | Deuxième tour Q     |
| 1958      | 2e Zone 4         | 3e                | 41                | 30                | 18                | 5                 | 7                 | 60                | 34                | +26               | Deuxième tour Q     |
| 1959      | 2e Zone 3         | 5e                | 28                | 26                | 10                | 8                 | 8                 | 35                | 32                | +3                | —                   |
| 1960      | 2e Russie 3       | 3e                | 37                | 26                | 16                | 5                 | 5                 | 44                | 21                | +23               | Deuxième tour Q     |
| 1961      | 2e Russie 4       | 8e                | 22                | 24                | 9                 | 4                 | 11                | 29                | 29                | 0                 | —                   |
| 1962      | 2e Russie 3       | 1er               | 41                | 28                | 17                | 7                 | 4                 | 59                | 25                | +34               | Premier tour Q      |
| 1963      | 2e                | 10e               | 34                | 34                | 8                 | 18                | 8                 | 26                | 21                | +5                | Premier tour        |
| 1964      | 2e                | 15e               | 42                | 38                | 14                | 14                | 10                | 33                | 24                | +9                | Seizièmes de finale |
| 1965      | 2e                | 25e               | 43                | 46                | 14                | 15                | 17                | 38                | 41                | -3                | Deuxième tour       |
| 1966      | 2e Groupe 1       | 3e                | 39                | 32                | 15                | 9                 | 8                 | 46                | 19                | +27               | Deuxième tour       |
| 1967      | 2e Groupe 1       | 3e                | 49                | 38                | 20                | 9                 | 9                 | 39                | 17                | +22               | Premier tour        |
| 1968      | 2e Groupe 2       | 7e                | 49                | 40                | 19                | 11                | 10                | 43                | 26                | +17               | Seizièmes de finale |
| 1969      | 2e Groupe 1       | 3e                | 45                | 38                | 14                | 17                | 7                 | 31                | 24                | +7                | Premier tour        |
| 1970      | 2e                | 16e               | 37                | 42                | 11                | 15                | 16                | 27                | 45                | -18               | Troisième tour      |
| 1971      | 3e Zone 3         | 5e                | 43                | 38                | 17                | 9                 | 12                | 45                | 31                | +14               | —                   |
| 1972      | 3e Zone 3         | 2e                | 48                | 36                | 19                | 10                | 7                 | 58                | 24                | +34               | —                   |
| 1973      | 3e Zone 3         | 1er               | 49                | 34                | 23                | 4                 | 7                 | 61                | 26                | +35               | —                   |
| 1974      | 2e                | 15e               | 34                | 38                | 12                | 10                | 16                | 54                | 67                | -13               | Premier tour        |
| 1975      | 2e                | 16e               | 33                | 38                | 12                | 9                 | 17                | 38                | 47                | -9                | Premier tour        |
| 1976      | 2e                | 18e               | 27                | 38                | 10                | 7                 | 21                | 34                | 69                | -35               | Premier tour        |
| 1977      | 3e Zone 3         | 1er               | 64                | 40                | 29                | 6                 | 5                 | 90                | 33                | +57               | —                   |
| 1978      | 2e                | 6e                | 41                | 38                | 16                | 9                 | 13                | 51                | 46                | +5                | Premier tour        |
| 1979      | 2e                | 2e                | 56                | 46                | 22                | 12                | 12                | 70                | 43                | +27               | Phase de groupes    |
| 1980      | 1re               | 15e               | 28                | 34                | 9                 | 10                | 15                | 32                | 43                | -11               | Phase de groupes    |
| 1981      | 1re               | 13e               | 29                | 34                | 11                | 7                 | 16                | 42                | 54                | -12               | Phase de groupes    |
| 1982      | 1re               | 17e               | 27                | 34                | 9                 | 9                 | 16                | 37                | 48                | -11               | Huitièmes de finale |
| 1983      | 2e                | 8e                | 43                | 42                | 16                | 11                | 15                | 58                | 48                | +10               | Seizièmes de finale |
| 1984      | 2e                | 4e                | 49                | 42                | 20                | 9                 | 13                | 60                | 41                | +19               | Seizièmes de finale |
| 1985      | 2e                | 18e               | 34                | 38                | 13                | 8                 | 17                | 51                | 50                | +1                | Deuxième tour       |
| 1986      | 2e                | 20e               | 40                | 46                | 14                | 14                | 18                | 41                | 48                | -7                | Seizièmes de finale |
| 1987      | 3e Zone 3         | 1er               | 48                | 32                | 22                | 4                 | 6                 | 65                | 25                | +40               | Seizièmes de finale |
| 1988      | 2e                | 19e               | 35                | 42                | 12                | 11                | 19                | 41                | 56                | -15               | Premier tour        |
| 1989      | 2e                | 19e               | 34                | 42                | 12                | 10                | 20                | 43                | 78                | -35               | Deuxième tour       |
| 1990      | 2e                | 19e               | 28                | 38                | 11                | 6                 | 21                | 34                | 60                | -26               | Premier tour        |
| 1991      | 2e                | 21e               | 26                | 42                | 8                 | 10                | 24                | 40                | 68                | -28               | Premier tour        |
| 1991      | 2e                | 21e               | 26                | 42                | 8                 | 10                | 24                | 40                | 68                | -28               | Premier tour        |

#### Période russe
| Saison    | Championnat | Championnat | Championnat | Championnat | Championnat | Championnat | Championnat | Championnat | Championnat | Championnat | Coupe de Russie     |
| Saison    | Div         | Pos         | Pts         | J           | V           | N           | D           | BP          | BC          | Diff        | Coupe de Russie     |
| --------- | ----------- | ----------- | ----------- | ----------- | ----------- | ----------- | ----------- | ----------- | ----------- | ----------- | ------------------- |
| 1992      | 1re         | 18e         | 29          | 40          | 4           | 12          | 21          | 35          | 65          | -30         | —                   |
| 1993      | 2e Ouest    | 15e         | 38          | 42          | 15          | 8           | 19          | 62          | 84          | -22         | Cinquième tour      |
| 1994      | 3e Ouest    | 6e          | 52          | 40          | 23          | 6           | 11          | 83          | 44          | +39         | Premier tour        |
| 1995      | 3e Ouest    | 2e          | 87          | 42          | 27          | 6           | 9           | 107         | 61          | +46         | Troisième tour      |
| 1996      | 2e          | 10e         | 59          | 42          | 15          | 14          | 13          | 65          | 60          | +5          | Seizièmes de finale |
| 1997      | 2e          | 16e         | 57          | 42          | 16          | 9           | 17          | 63          | 66          | -3          | Premier tour        |
| 1998      | 2e          | 20e         | 43          | 42          | 10          | 13          | 19          | 42          | 68          | -26         | Huitièmes de finale |
| 1999      | 3e Sud      | 1er         | 91          | 36          | 29          | 4           | 3           | 80          | 13          | +67         | Troisième tour      |
| 2000      | 3e Sud      | 1er         | 99          | 38          | 32          | 3           | 3           | 95          | 13          | +82         | Troisième tour      |
| 2001      | 2e          | 3e          | 60          | 34          | 16          | 12          | 6           | 56          | 29          | +27         | Huitièmes de finale |
| 2002      | 2e          | 4e          | 54          | 34          | 15          | 9           | 10          | 44          | 30          | +14         | Huitièmes de finale |
| 2003      | 2e          | 2e          | 86          | 42          | 27          | 5           | 10          | 75          | 38          | +37         | Seizièmes de finale |
| 2004      | 1re         | 15e         | 28          | 30          | 6           | 10          | 14          | 26          | 42          | -16         | Huitièmes de finale |
| 2005      | 2e          | 5e          | 81          | 42          | 23          | 12          | 7           | 55          | 25          | +30         | Huitièmes de finale |
| 2006      | 2e          | 2e          | 97          | 42          | 30          | 7           | 5           | 92          | 25          | +67         | Seizièmes de finale |
| 2007      | 1re         | 15e         | 32          | 30          | 7           | 11          | 12          | 27          | 38          | -11         | Seizièmes de finale |
| 2008      | 2e          | 2e          | 48          | 30          | 12          | 12          | 6           | 46          | 28          | +18         | Huitièmes de finale |
| 2009      | 1re         | 15e         | 36          | 30          | 10          | 6           | 14          | 32          | 42          | -10         | Seizièmes de finale |
| 2010      | 2e          | 1er         | 80          | 38          | 24          | 8           | 6           | 51          | 20          | +31         | Seizièmes de finale |
| 2011-2012 | 1re         | 8e          | 61          | 44          | 15          | 16          | 13          | 50          | 45          | +5          | Cinquième tour      |
| 2011-2012 | 1re         | 8e          | 61          | 44          | 15          | 16          | 13          | 50          | 45          | +5          | Seizièmes de finale |
| 2012-2013 | 1re         | 5e          | 51          | 30          | 14          | 9           | 7           | 48          | 28          | +20         | Quarts de finale    |
| 2013-2014 | 1re         | 8e          | 38          | 30          | 10          | 8           | 12          | 40          | 42          | -2          | Huitièmes de finale |
| 2014-2015 | 1re         | 10e         | 36          | 30          | 8           | 12          | 10          | 32          | 36          | -4          | Finale              |
| 2015-2016 | 1re         | 14e         | 26          | 30          | 5           | 11          | 14          | 34          | 44          | -10         | Quarts de finale    |
| 2016-2017 | 2e          | 7e          | 55          | 38          | 14          | 13          | 11          | 44          | 37          | +7          | Quatrième tour      |
| 2017-2018 | 2e          | 9e          | 49          | 38          | 12          | 13          | 13          | 47          | 47          | 0           | Seizièmes de finale |

### Bilan européen
Le Kouban prend part à sa seule et unique compétition européenne en 2013, année qui le voit participer à la Ligue Europa. Démarrant au troisième tour de qualification, le club parvient à défaire successivement l'équipe écossaise de Motherwell puis les Néerlandais du Feyenoord Rotterdam et à se qualifier pour la phase de groupes. Tiré dans le groupe A, en compagnie de Swansea City, du Valence CF et du FC Saint-Gall, l'équipe russe ne parvient à obtenir que six points à l'issue des six journées et termine à la troisième place, entraînant son élimination.
Note : dans les résultats ci-dessous, le score du club est toujours donné en premier
| Saison    | Compétition  | Tour             | Club                | Domicile | Extérieur | Total     |
| --------- | ------------ | ---------------- | ------------------- | -------- | --------- | --------- |
| 2013-2014 | Ligue Europa | Troisième tour Q | Motherwell FC       | 1 - 0    | 2 - 0     | 3 - 0     |
| 2013-2014 | Ligue Europa | Barrages Q       | Feyenoord Rotterdam | 1 - 0    | 2 - 1     | 3 - 1     |
| 2013-2014 | Ligue Europa | Groupe A         | Swansea City        | 1 - 1    | 1 - 1     | Troisième |
| 2013-2014 | Ligue Europa | Groupe A         | Valence CF          | 0 - 2    | 1 - 1     | Troisième |
| 2013-2014 | Ligue Europa | Groupe A         | FC Saint-Gall       | 4 - 0    | 0 - 2     | Troisième |

Légende
- Victoire ou qualification pour le tour suivant
- Match nul
- Défaite ou élimination de la compétition

## Joueurs et personnalités du club

### Présidents
Le tableau suivant présente la liste des présidents du club depuis 1989.
| Nom               | Période   |
| ----------------- | --------- |
| Vladimir Sereda   | 1989-1998 |
| Ivan Panenko      | 1999-2001 |
| Michael Krapivny  | 2001-2002 |
| Aleksandr Tkachev | 2003-2015 |

### Entraîneurs
La liste suivante présente les différents entraîneurs connus du club.
- Andreï Ageïev (1928-1942)
- Ivan Sanjarov (1944-1947)
- Andreï Ageïev (1948)
- Lev Zaboutov (1949-1951)
- Ilia Bizioukov (1952)
- Iouri Sosnine (1953)
- Anatoli Litvinov (janvier 1954-juin 1954)
- Tadeuch Slavinski (juin 1954-décembre 1954)
- Aleksandr Zagretski (1955-avril 1956)
- Nikolaï Rasskazov (avril 1956-août 1959)
- Iouri Sosnine (septembre 1959-décembre 1959)
- Iouri Khodotov (1960)
- Boris Smyslov (1961-juillet 1962)
- Vladimir Gorokhov (juillet 1962-1963)
- Mikhaïl Antonevitch (janvier 1964-avril 1964)
- Nikolaï Rasskazov (avril 1964-août 1964)
- Alekseï Kostylev (octobre 1964-août 1965)
- Valeri Bekhtenev (1966-1967)
- Stanislav Chmerline (1968)
- Nikolaï Rasskazov (1969-mai 1970)
- Piotr Chtcherbatenko (1971-février 1972)
- Stanislav Chmerline (mars 1972-août 1973)
- Vladimir Boudagov (août 1973-décembre 1973)
- Guennadi Matveïev (1974)
- Rouslan Dzasokhov (1975)
- Viktor Goureïev (1976)
- Viktor Korolkov (1977-1979)
- Vladimir Mikhaïlov (1980-janvier 1981)
- Vladimir Beloussov (février 1981-septembre 1982)
- Iouri Siomine (octobre 1982-décembre 1982)
- Aleksandr Kochetkov (1983-juillet 1985)
- Iouri Kolinko (août 1985-1986)
- Khamza Bagapov (mars 1987-mai 1988)
- Igor Kalechine (juin 1988-décembre 1988)
- Vladimir Brajnikov (juin 1989-août 1989)
- Gueorgui Bezboguine (août 1989-juin 1990)
- Vladimir Brajnikov (juin 1990-juillet 1991)
- Iouri Marouchkine (juillet 1991-juillet 1992)
- Igor Kalechine (juillet 1992-avril 1993)
- Leonid Nazarenko (avril 1993-octobre 1994)
- Vladimir Brajnikov (novembre 1994-mai 1995)
- Fiodor Novikov (mai 1995-août 1995)
- Vladimir Brajnikov (août 1995-août 1997)
- Valeri Sinaou (août 1997-mai 1998)
- Adolf Poskotine (mai 1998-décembre 1998)
- Soferbi Iechougov (décembre 1998-juin 2000)
- Fiodor Chtcherbatenko (juin 2000-décembre 2000)
- Oleg Dolmatov (février 2001-avril 2002)
- Viatcheslav Komarov (avril 2002-septembre 2002)
- Vladimir Lagoïda (septembre 2002-août 2003)
- Nikolaï Ioujanine (août 2003-mai 2004)
- Soferbi Iechougov (mai 2004-octobre 2004)
- Leonid Nazarenko (intérim) (octobre 2004-décembre 2004)
- Jozef Chovanec (janvier 2005-décembre 2005)
- Pavel Yakovenko (mars 2006-avril 2007)
- Leonid Nazarenko (intérim) (avril 2007-août 2007)
- Soferbi Iechougov (août 2007-novembre 2007)
- Aleksandr Tarkhanov (janvier 2008-avril 2008)
- Sergueï Pavlov (avril 2008-juillet 2008)
- Poghos Galstyan (intérim) (août 2008-septembre 2008)
- Oleh Protasov (octobre 2008-novembre 2008)
- Sergueï Ovtchinnikov (janvier 2009-août 2009)
- Poghos Galstyan (intérim) (août 2009-décembre 2009)
- Dan Petrescu (décembre 2009-août 2012)
- Iouri Krasnojan (août 2012-janvier 2013)
- Leonid Kuchuk (janvier 2013-juin 2013)
- Dorinel Munteanu (juin 2013-octobre 2013)
- Viktor Goncharenko (octobre 2013-novembre 2014)
- Leonid Kuchuk (novembre 2014-mai 2015)
- Andreï Sosnitski (intérim) (mai 2015-juin 2015)
- Dmitri Khokhlov (juin 2015-septembre 2015)
- Sergueï Tachouïev (septembre 2015-avril 2016)
- Arsen Papikyan (intérim) (avril 2016)
- Igor Osinkine (mai 2016-juin 2016)
- Dan Petrescu (juin 2016-octobre 2016)
- Ievgueni Kalechine (octobre 2016-juin 2018)

### Joueurs emblématiques
- Sergueï Andreïtchenko (ru) (1976-1980, 1982-1985)
- Aleksandr Bagapov (ru) (1976-1978, 1980-1983, 1987-1990)
- Aleksandr Balakhnine (en) (1980-1984, 1987)
- Vassili Chitikov (ru) (1980-1985, 1987-1998, 1990-1991)
- Sergueï Goriounov (en) (1980-1988)
- Igor Kalechine (en) (1979-1985)
- Rouchan Khasanov (en) (1980-1983)
- Nikolaï Kolesov (en) (1981-1987)
- Vladimir Lagoïda (ru) (1976, 1980-1986)
- Vladimir Komarov (ru) (1979-1983)
- Vladimir Pilguy (1982-1983)
- Aleksandr Plochnik (ru) (1976-1984, 1987-1991)
- Iouri Siomine (1978-1980)
- Iouri Tchebotariov (ru) (1978-1987)
- Aleksandr Tchougounov (ru) (1974-1978, 1980-1983)
- Volodymyr Zhuravchak (en) (1981-1983)
- Arat Baïryev (en) (2006-2011, 2016-2018)
- Aleksandr Belenov (en) (2011-2016)
- Roman Bougaïev (en) (2009-2018)
- Maksim Bouznikine (1993-1995)
- Valeri Chouchliakov (en) (1996-1997)
- Vladimir Gaboulov (2007-2008)
- Mourat Gomlechko (en) (1992-1993, 1999)
- Alekseï Gerasimenko (en) (1992, 1994-1995, 2003-2004)
- Rénat Ianbaïev (2006-2007)
- Vladislav Ignatiev (2013-2016)
- Oleg Ivanov (2006-2007)
- Vitali Kalechine (en) (2003-2007)
- Lioubomir Kantonistov (en) (2002-2005)
- Arsen Khouboulov (en) (2013-2016)
- Vladislav Koulik (en) (2010-2016)
- Vladimir Kouzmitchev (2006-2007)
- Alekseï Kozlov (2010-2013)
- Vladimir Lobkariov (en) (2011-2018)
- Stanislav Lyssenko (en) (1991-1997, 2002-2004)
- Aleksandr Orekhov (en) (2004-2007)
- Denis Popov (2004-2007)
- Eduard Sarkisov (en) (1996-1998)
- Iouri Sobol (en) (1983-1984, 1987-1992)
- Oleg Teriokhine (2001-2002)
- Artur Tlisov (en) (2004-2015)
- Andreï Topchu (en) (2002-2009)
- Andreï Ouchenine (en) (2003-2009)
- Aslan Zasseïev (en) (2005-2009)
- Denis Zoubko (2008)
- Robert Zebelyan (en) (2006-2007)
- Maksim Zhavnerchik (2009-2015)
- Ricardo Baiano (2004-2007)
- Xandão (2013-2017)
- Ivaylo Petkov (2004-2005, 2007-2008)
- Ivelin Popov (2012-2015)
- Ángel Dealbert (2012-2014)
- Djibril Cissé (2013)
- Mohammed Rabiu (2013-2016)
- Igor Armaș (2010-2017)
- Roman Lengyel (en) (2005-2008)
- Gheorghe Bucur (2010-2016)
- Andriy Dikan (2004-2007)
- Oleksiy Gaï (2016-2018)
- Andriy Yudin (en) (1984-1985, 1988, 2000-2002)